# بدورث
بدورث (به انگلیسی: Badsworth) یک محله مدنی و روستا در بریتانیا است که در سیتی ویکفیلد واقع شده‌است. بدورث ۶۸۲ نفر جمعیت دارد.